# The Alternate Aloha
The Alternate Aloha (с англ. Альтернативный привет [с Гавайев]) — концертный альбом американского певца Элвиса Пресли, вышедший в 1988 году, записанный за два дня до телеконцерта «Aloha From Hawaii». Состав альбома почти идентичен пластинке «Aloha From Hawaii».

## Обзор
Данное выступление было записано — в том числе, на видеоплёнку — 12 января 1973 года в зале H.I.C. в столице Гавайев Гонолулу в качестве генеральной репетиции и на случай, если возникнут проблемы в телетрансляции главного шоу. Выпуск этих записей не планировался: они вышли лишь 15 лет спустя в составе данного альбома. В качестве дополнительных дорожек были добавлены 3 песни, записанные 14 января после того, как зрители покинули зал. Они представляют собой ремейки песен из саундтрека «Blue Hawaii» к одноимённому фильму 1961 года.
Видеозапись концерта вышла в 1996 году (см. «The Alternate Aloha Concert»).

## Список композиций
1. Introduction: Also Sprach Zarathustra
2. See See Rider
3. Burning Love
4. Something
5. You Gave Me a Mountain
6. Steamroller Blues
7. My Way
8. Love Me
9. It’s Over
10. Blue Suede Shoes
11. I’m So Lonesome I Could Cry
12. What Now My Love
13. Fever
14. Welcome to My World
15. Suspicicous Minds
16. Introductions by Elvis
17. I’ll Remember You
18. An American Trilogy
19. A Big Hunk o’ Love
20. Can’t Help Falling In Love
21. Closing Vamp
22. Blue Hawaii
23. Hawaiian Wedding Song
24. Ku-U-I-Po

Форматы: компакт-диск.